# PayPal
PayPal [pejpàl] je hčerinsko podjetje podjetja eBay in posrednik med kupcem in prodajalcem. Sedež ima v mestu San Jose v Kaliforniji (ZDA). Je najbolj priljubljen plačilni sistem, ki za identifikacijo
uporabnika uporablja elektronski poštni naslov. Uporabljamo ga za prenos
srednjih in malih zneskov po spletu. Deluje na osnovi vašega elektronskega naslova, osebnega gesla, in vsakokratne spreminjajoče zaščitne številke. Z več kot 133 milijoni uporabnikov v 106 državah po svetu, spada PayPal med največje in najbolj priljubljene spletne plačilne sisteme med spletnimi trgovci in potrošniki. Priljubljenost Paypal-a se kaže tudi v visoki stopnji prodora na evropske trge z največjimi deleži spletnih nakupov, vključno z Združenim kraljestvom, Nemčijo, Francijo in Italijo, in z doslej odprtimi skoraj 35-imi milijoni računov v Evropi.
Glavni cilj podjetja Paypal je narediti prenos plačevanja čim bolj enostaven. Vključitev v sistem in vzpostavitev delovanja je brezplačen in preprost. Izbiramo lahko tudi v kateri valuti bomo plačevali ali sprejemali nakazila. Člani morajo imeti odprt račun v eni izmed 106 držav s PayPal-ovega spiska ter aktivnim elektronskim poštnim naslovom. Edini stroški so povezani s plačevanjem provizij za posredovanje pri plačilnem prometu. Vse informacije udeležencev so zaščitene. Finančni podatki pošiljatelja, številka kreditne kartice oz. številka računa so prejemniku skrite. To pa preprečuje zlorabo podatkov.

## Zgodba
PayPal so leta 1998 ustanovili Max Levchin, Luke Nosek in Peter Thiel. Kasneje je Max Levchin odšel iz PayPal-a in ustanovil podjetje Slide. Takrat je bil pri eBay-u glavni plačilni sistem Billpoint. Februarja 2000 je bilo ustvarjenih približno 200.000 avkcij dnevno preko PayPal-a medtem, ko je Billpoint zabeležil 4000 avkcij dnevno. Do aprila 2000 je PayPal zabeležil preko 1 mio. avkcij in postal prvo internetno podjetje, ki se je prebilo na borzo po 11. septembru 2001. 
PayPal je kmalu pometel s konkurenco, tako so leta 2003 svoja vrata zaprli Citibankov c2it service, Yahoo!–jev Paydirect ter Bidpay od Western Union-a.
EBay je budno spremljal vzpon PayPal-a, ter ga leta 2002 kupil za 1,5 mrd. dolarjev. Danes se preko PayPal-a izvrši preko 11 bilijonov transakcij letno, s 36% rastjo. PayPal operira v 103 državah in s 180 milijoni računi v 17 različnih valutah.

## Možnost uporabe
Obstajajo štiri možnosti pošiljanja denarja s PayPal-om drugemu udeležencu.
- Denar lahko pošljemo direktno s PayPal računa. Račun se lahko naloži le z nakazilom, pri katerem uporabimo specifično geslo računa. Od PayPal vnaprej dano specifično geslo računa mora biti pri nakazilu vneseno v polje >>Namen uporabe<<. Naložitev nakazila traja v pravilu tri dni, včasih traja tudi dlje.
- Za izvršitev plačila lahko uporabimo svojo kreditno kartico. Za to ni treba, da se denar vnaprej vplača na PayPal račun, temveč se takoj naslovniku knjiži v dobro.

- Možno je tudi, da se plačilo izvede preko postopka knjiženja v breme, neposredno z

lastnega računa. Potem ko smo vnesli račun, dobimo od Paypal-a nakazana dva prispevka pod 1 evro. Te je treba vnesti za verifikacijo lastnih navedb računa na PayPal-u. Za tem se izvršena plačila takoj knjižijo v dobro naslovniku.
- Plačila preko nakazil, kjer lahko obidemo naložitveni proces, so tudi možna. Tukaj se določi specifično transakcijsko geslo. Če se specifično transakcijsko geslo vnese v polje >>namen uporabe<<, sledi valutacija po začetku nakazila na PayPal računu naslovnika.

## Prednosti

### Hitrost
PayPal takoj pošlje plačilo po spletu z vašim bančnim računom, kreditno kartico in drugimi
viri. Ni več čakanja na pošto ali v vrsti na banki.

### Enostavnost
Samo z enim klikom omogoča, da je vaše plačilo varno. S Paypal-om ni več mučnega prepisovanja
številk in podatkov iz kreditne kartice ob vsaki posamezni transakciji.

### Varnost
Vaši finančni podatki niso nikdar izmenjani, tako da prodajalci s katerimi poslujete ne
vidijo vaše številke kreditne kartice ali bančnega računa. Plus, naša specializirana ekipa
za preprečevanje prevar in kraje se trudi te preprečiti preden povzročijo škodo.

### Globalnost
PayPal je zaupljiv po celem svetu, odprtih je več kot 100 milijonov računov po svetu in
njihovo število še raste. Paypal uporablja tudi več sto tisoč podjetji po celem svetu.
Izbereš med možnimi načini plačevanja Denar gre na različne destinacije PayPal pošlje denar –
ampak nikoli ne izda vaših finančnih podatkov.

### Brezplačnost
Plačevanje in nakazovanje denarja vsakomur, ki ima elektronski poštni naslov v 103 državah, je brezplačno.

## Kritika
Kupci na eBay-u pogosto razumejo poslovanje PayPal-a kot tako varno, da dobijo v primeru
goljufije denar nemudoma nazaj. To seveda ne drži. Na kar pri PayPal-u zmerom opozarjajo,
saj mora podjetje po več tedenskem preverjanju odobriti vračilo denarja. Pa še takrat gre
kupec skozi birokratske postopke, ki se še dodatno zavlečejo. Med drugim zahtevajo tudi po
tednih raziskav, da kupec pošilja dokumente in dokazila o prenosu denarja preko faksa, ter da
že pri minimalnih zneskih vložijo tožbo zoper druge stranke, kar je za obe strani težko
izvedljivo, še posebej če živijo v različnih državah. Povrh tega pa PayPal bremeni račun
oškodovanca za dodatnih 25$ s stroški obravnave. Zadnje čase se pojavljajo kritike, da so uradna PayPal-ova e-sporočila preveč podobna prevaranskim phishing e-mailom. Vedno znova lahko zasledimo mnoge kritike proti PayPal-u, zoper čigar se vrstijo obtožbe, da zapirajo račune njihovih uporabnikov, če so le-ti v najmanjšem sumu, da opravljajo teroristična dejanja, ali pa, da obstaja možnost za goljufijo. Tega so deležni tudi mnogi nedolžni, ki izgubijo dostop do svojega premoženja.

## PayPal v Sloveniji
Na seznamu držav, ki podpirajo priljubljeni sistem plačevanja Paypal, se je pred kratkim
nenapovedano pojavila tudi Slovenija. S članstvom v Evropski Uniji, si je pridobila članstvo tudi v sistemu Paypal. Tako tudi naš spletni nakupovalec samo enkrat vnese številko kreditne kartice in ne vsakemu prodajalcu posebej, saj transakcije potekajo preko zanesljivega
posrednika kot je Paypal. Trenutno so v Sloveniji omogočeni samo nakupi oz. nakazovanje
denarja. Za odprtje Paypal računa, je treba opraviti registracijo na uradni Paypal strani, treba pa je tudi imeti kreditno kartico in sicer je na izbiro Mastercard ali Visa. Ob registraciji na Paypalovi strani tako vnesemo tudi podatke naše kreditne kartice in račun je pripravljen na uporabo.